# カレブ・プラント
カレブ・プラント（Caleb Plant、1992年7月8日 - ）は、アメリカ合衆国のプロボクサー。テネシー州アシュランドシティ出身。元WBA暫定・IBF世界スーパーミドル級王者。
マネージャーはアル・ヘイモン。ケイレブ・プラントとも表記される。

## 来歴

### ミドル級
2014年4月30日、プロデビュー直前にアル・ヘイモンと契約。
ヘイモンと契約して10日後の2014年5月10日、ロサンゼルスのガーレン・センターにてミドル級でプロデビューし、初回47秒KO勝ちを収めた。

### スーパーミドル級
2018年2月17日、テキサス州エルパソのドン・ハスキンス・センターでIBF世界スーパーミドル級12位ロゲリオ・メディナとIBF世界同級2位決定戦を行ったが、前日計量でメディナがリミットを0.8ポンド体重超過した為計量失格となり、プラントが勝てば2位となる条件で試合が行われ、12回3-0(120-108、119-109、117-111)の判定勝ちを収め2位となり、王者カレブ・トルアックスへの指名挑戦権を獲得した。
2018年7月5日、IBFはジェームス・デゲールがIBF世界スーパーミドル級王座を返上した為、暫定王者のホセ・ウスカテギを正規王座に昇格させ、IBF世界スーパーミドル級2位のプラントと指名試合を行うよう指令を出した。
2019年1月13日、ロサンゼルスのマイクロソフト・シアターで指名挑戦者としてIBF世界スーパーミドル級王者ホセ・ウスカテギとIBF世界同級タイトルマッチを行い、12回3-0（2者が116-110、115-110）の判定勝ちを収め王座を獲得した。この試合でウスカテギは28万ドル（約3100万円）、プラントは15万ドル（約1660万円）のファイトマネーを稼いだ。
2019年7月20日、ラスベガスのMGMグランド・ガーデン・アリーナで1階級上のIBF世界ライトヘビー級15位マイク・リーとIBF世界スーパーミドル級タイトルマッチを行い、3回1分29秒TKO勝ちを収め初防衛に成功した。
2020年2月15日、テネシー州ナッシュビルのブリヂストン・アリーナで元WBA世界スーパーミドル級暫定王者でIBF世界同級3位のビンセント・フェイゲンブッツとIBF世界同級タイトルマッチを行い、10回2分23秒TKO勝ちを収め2度目の防衛に成功した。
2021年1月30日、ロサンゼルスのシュライン・エクスポジション・センターで元IBF世界スーパーミドル級王者でIBF世界同級3位のカレブ・トルアックスとIBF世界同級タイトルマッチを行い、12回3-0（3者共120-108）判定勝ちを収め3度目の防衛に成功した。この試合はプラントは75万ドル（約7840万円）、トルアックスは15万ドル（約1560万円）のファイトマネーを稼いだ。
2021年11月6日、ラスベガスのMGMグランド・ガーデン・アリーナでWBA・WBC・WBO世界スーパーミドル級統一王者サウル・アルバレスと4団体王座統一戦を行うも、拮抗した序盤からカネロが徐々にペースを握りだし、11回にプラントが2度ダウンし11回1分5秒KO負けを喫しWBA・WBC・WBO王座の獲得とIBF王座の4度目の防衛に失敗、王座から陥落した。
2022年10月15日、ニューヨークのバークレイズ・センターにてデオンテイ・ワイルダー対ロバート・ヘレニウスの前座で元WBC世界スーパーミドル級王者アンソニー・ディレルとWBC世界同級挑戦者決定戦を行い、9回2分57秒KO勝ちを収めアルバレスへの挑戦権を獲得した。
2023年3月25日、ラスベガスのMGMグランド・ガーデン・アリーナでWBC世界スーパーミドル級暫定王者デビッド・ベナビデスとWBC暫定世界同級タイトルマッチを行うも、12回0-3（113-115、112-116、111-117）の判定負けを喫し王座獲得に失敗した。
2024年9月14日、ラスベガスのT-モバイル・アリーナにてサウル・アルバレス対エドガー・ベルランガの前座でWBA世界スーパーミドル級8位のトレバー・マカンビーと前暫定王者ベナビデスのライトヘビー級転向に伴う王座返上により空位となったWBA暫定世界同級王座決定戦を行い、4回にダウンを奪われるも、9回2分59秒TKO勝ちを収め暫定ながらIBFに続く王座獲得に成功した。尚当初は同年8月17日にフロリダ州オーランドのカリビ・ロイヤル・オーランドでの興行のメインイベントとして行われる予定だったが、マカンビーがスパーリング中に負傷した為興行自体を中止にした上でアルバレス対ベルランガの前座に組み込む形で行われた。
2025年5月31日、ラスベガスのミケロブ・ウルトラ・アリーナでWBA世界スーパーミドル級15位のアルマンド・レセンディスとWBA暫定世界同級タイトルマッチを行うも、大番狂せとなる12回1-2（115-113、112-116×2）の判定負けを喫し王座から陥落した。

## 人物・エピソード
- 2015年にガールフレンドとの間に産まれた娘を原因不明の病で亡くし[23]、世界王座獲得から2ヶ月後の2019年3月10日に母親がナイフを持っていた所を凶悪犯と誤認され警察官に射殺されている[24][25][26]。
- 2019年に結婚した妻ジョーダンは元FOXスポーツのリポーターで、現在はプレミア・ボクシング・チャンピオンズを放送しているAmazon Prime Videoで引き続きリポーターを担当している。前述の2度目の防衛戦ではアメリカ合衆国国家を独唱している[27]。

## 戦績
- プロボクシング：26戦 23勝 (14KO) 3敗

| 戦           | 日付           | 勝敗 | 時間     | 内容    | 対戦相手                     | 国籍           | 備考                                                     |
| ------------ | -------------- | ---- | -------- | ------- | ---------------------------- | -------------- | -------------------------------------------------------- |
| 1            | 2014年5月10日  | ☆    | 1R 0:47  | KO      | トラビス・ドナルドソン       | アメリカ合衆国 | プロデビュー戦                                           |
| 2            | 2014年6月27日  | ☆    | 4R       | 判定3-0 | マイク・ノリエガ             | アメリカ合衆国 |                                                          |
| 3            | 2014年7月25日  | ☆    | 3R 2:55  | KO      | ブライアン・トゥルー         | アメリカ合衆国 |                                                          |
| 4            | 2014年11月1日  | ☆    | 1R 2:09  | KO      | ジョバン・ラミレス           | メキシコ       |                                                          |
| 5            | 2014年12月5日  | ☆    | 1R 1:35  | KO      | ダリル・ガードナー           | アメリカ合衆国 |                                                          |
| 6            | 2015年3月6日   | ☆    | 1R 2:29  | TKO     | ダニエル・ヘンリー           | アメリカ合衆国 |                                                          |
| 7            | 2015年5月29日  | ☆    | 1R 1:49  | TKO     | ジェイソン・ザボクトスキー   | アメリカ合衆国 |                                                          |
| 8            | 2015年6月27日  | ☆    | 4R 1:03  | TKO     | ファン・カルロス・ロハス     | メキシコ       |                                                          |
| 9            | 2015年8月15日  | ☆    | 1R 2:19  | TKO     | ゾルタン・セラ               | ハンガリー     |                                                          |
| 10           | 2015年10月31日 | ☆    | 8R       | 判定3-0 | リカルド・カリージョ         | アメリカ合衆国 |                                                          |
| 11           | 2015年10月31日 | ☆    | 8R       | 判定3-0 | タイロン・ブルーソン         | アメリカ合衆国 |                                                          |
| 12           | 2016年1月19日  | ☆    | 6R 2:37  | TKO     | アダサト・ロドリゲス         | スペイン       |                                                          |
| 13           | 2016年6月3日   | ☆    | 4R 1:24  | KO      | カルロス・ギャバン           | コロンビア     |                                                          |
| 14           | 2016年8月23日  | ☆    | 10R      | 判定3-0 | ファン・デ・アンヘル         | コロンビア     |                                                          |
| 15           | 2017年2月25日  | ☆    | 10R      | 判定3-0 | トーマス・アウィムボノ       | ガーナ         |                                                          |
| 16           | 2017年9月8日   | ☆    | 10R      | 判定3-0 | アンドリュー・ヘルナンデス   | アメリカ合衆国 |                                                          |
| 17           | 2018年2月17日  | ☆    | 12R      | 判定3-0 | ロゲリオ・メディナ           | メキシコ       | IBF世界スーパーミドル級2位決定戦                         |
| 18           | 2019年1月13日  | ☆    | 12R      | 判定3-0 | ホセ・ウスカテギ             | ベネズエラ     | IBF世界スーパーミドル級タイトルマッチ                    |
| 19           | 2019年7月20日  | ☆    | 3R 1:29  | TKO     | マイク・リー                 | アメリカ合衆国 | IBF防衛1                                                 |
| 20           | 2020年2月15日  | ☆    | 10R 2:23 | TKO     | ビンセント・フェイゲンブッツ | ドイツ         | IBF防衛2                                                 |
| 21           | 2021年1月30日  | ☆    | 12R      | 判定3-0 | カレブ・トルアックス         | アメリカ合衆国 | IBF防衛3                                                 |
| 22           | 2021年11月6日  | ★    | 11R 1:05 | KO      | サウル・アルバレス           | メキシコ       | WBA・WBC・IBF・WBO世界スーパーミドル級王座統一戦 IBF陥落 |
| 23           | 2022年10月15日 | ☆    | 9R 2:57  | KO      | アンソニー・ディレル         | アメリカ合衆国 | WBC世界スーパーミドル級挑戦者決定戦                      |
| 24           | 2023年3月25日  | ★    | 12R      | 判定0-3 | デビッド・ベナビデス         | アメリカ合衆国 | WBC暫定・世界スーパーミドル級タイトルマッチ              |
| 25           | 2024年9月14日  | ☆    | 9R 2:59  | TKO     | トレバー・マカンビー         | アメリカ合衆国 | WBA世界スーパーミドル級暫定王座決定戦                    |
| 26           | 2025年5月31日  | ★    | 12R      | 判定1-2 | アルマンド・レセンディス     | メキシコ       | WBA暫定陥落                                              |
| テンプレート |                |      |          |         |                              |                |                                                          |

## 獲得タイトル
- IBF世界スーパーミドル級王座（防衛3）
- WBA世界スーパーミドル級暫定王座（防衛0）

## ペイ・パー・ビュー売上げ
| 開催年月日    | イベント                                  | 販売件数  | テレビ局 | 備考   |
| ------------- | ----------------------------------------- | --------- | -------- | ------ |
| 2023年3月25日 | デビッド・ベナビデス vs. カレブ・プラント | 17万5千件 | SHOWTIME | 75ドル |
| 2021年11月6日 | サウル・アルバレス vs. カレブ・プラント   | 80万件    | SHOWTIME | 80ドル |